# Moncaup (Haute-Garonne)
Moncaup  ist eine französische Gemeinde mit 36 Einwohnern (Stand: 1. Januar 2022) im Département Haute-Garonne in der Region Okzitanien. Sie gehört zum Kanton Bagnères-de-Luchon und zum Arrondissement Saint-Gaudens. 

## Geographie
Sie grenzt im Nordwesten an Saint-Pé-d’Ardet, im Norden an Cazaunous, im Osten an Arguenos, im Süden an Bezins-Garraux und Chaum (Berührungspunkt), im Südwesten an Fronsac und Frontignan-de-Comminges (Berührungspunkt) und im Westen an Antichan-de-Frontignes.

## Geschichte
Spuren gallo-römischer Besiedlung wurden auf dem Gemeindegebiet entdeckt.
Der Ort, der während des Ancien Régime zur Grafschaft Comminges gehörte, unterstand seit dem 16. Jahrhundert der Herrschaft der Familie Ustou, die im Schloss La Molette in Juzet-d’Izaut residierte. 

## Bevölkerungsentwicklung
| Jahr                      | 1962 | 1968 | 1975 | 1982 | 1990 | 1999 | 2008 | 2015 | 2019 |
| ------------------------- | ---- | ---- | ---- | ---- | ---- | ---- | ---- | ---- | ---- |
| Einwohner                 | 78   | 66   | 39   | 38   | 33   | 26   | 31   | 37   | 37   |
| Quelle: Cassini und INSEE |      |      |      |      |      |      |      |      |      |

## Sehenswürdigkeiten
- Kirche St-Laurent, erbaut im 19. Jahrhundert
- Waschhaus, erbaut 1923